# Bol d'Arménie
Pour les articles homonymes, voir Bol, Assiette et Bolus.
 (décembre 2019).
Si vous disposez d'ouvrages ou d'articles de référence ou si vous connaissez des sites web de qualité traitant du thème abordé ici, merci de compléter l'article en donnant les références utiles à sa vérifiabilité et en les liant à la section « Notes et références ».
Le bol d'Arménie, bol oriental, rouge ampoli, bolus, ou assiette, est un type d'argile ocreuse rouge (couleur due à l'oxyde de fer), grasse au toucher, tonique et astringente, très fine (kaolinique) qui permet l'adhérence des feuilles d'or, lors de la dorure à l'eau, sur un bois apprêté ou sur le parchemin.
L'assiette est connue depuis l'Antiquité, mais ce n'est qu'après le XIVe siècle que l'assiette est exclusivement appliquée sur un bois apprêté.
L'assiette en pain, aussi appelée « en crotte », doit être cassée et laissée à tremper dans de l'eau. Elle est ensuite broyée et écrasée, puis mélangée à la colle de peau de lapin, ou de la gélatine.

## Composition
Le bol d'Arménie est composé d'argile rouge, de sanguine, de mine de plomb, d'huile d'olive, d'huile d'œillette et de graisse de mouton. Cette recette est ancienne puisqu'aujourd'hui la mine de plomb est interdite en France. Cette recette était capricieuse car, suivant la température de l'atelier, elle pouvait donner des rendus très différents.
Les doreurs ne savent pas vraiment la composition exacte des nouvelles assiettes vendues industriellement de nos jours.

## Fonction de l’assiette

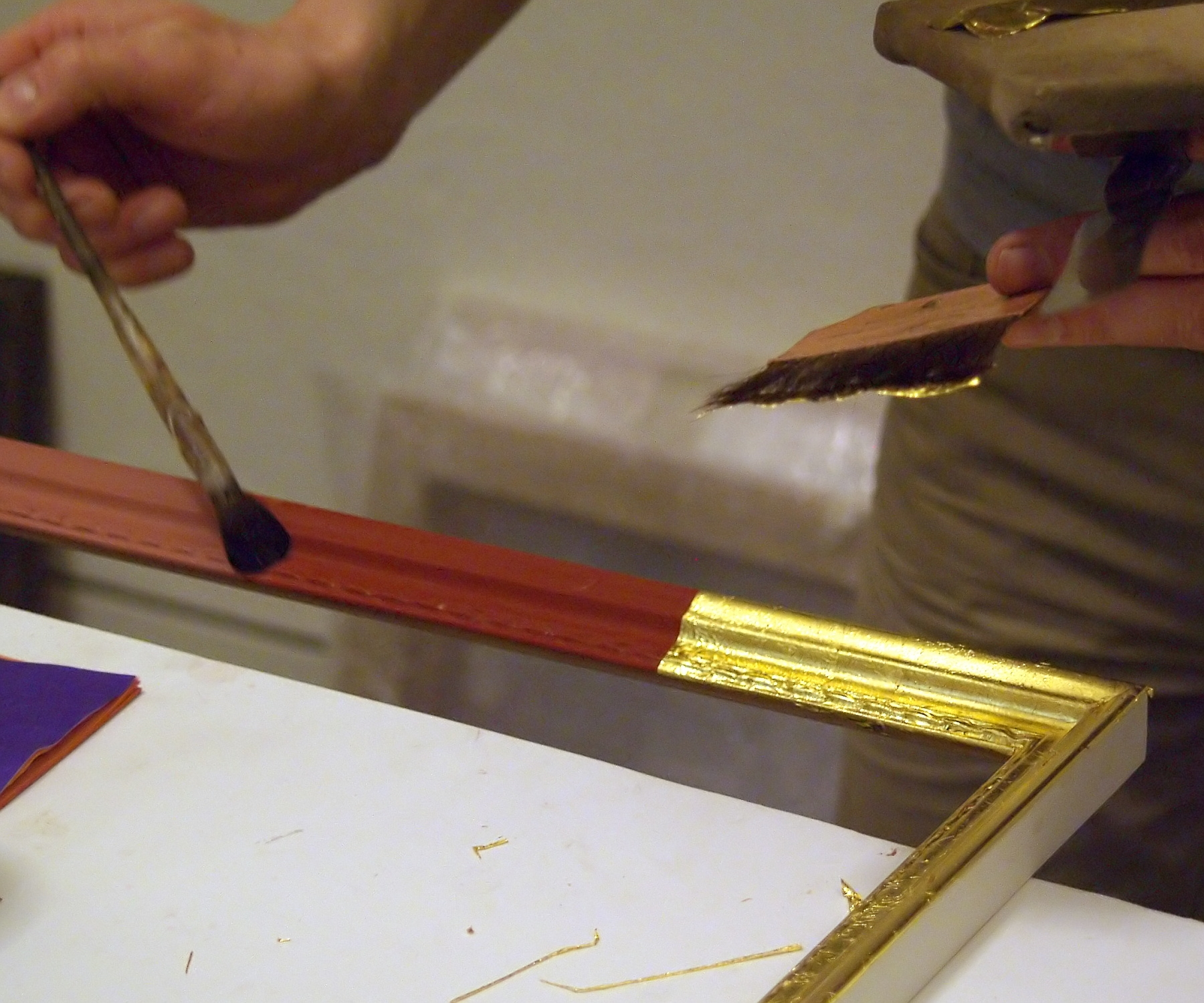
Détrempe à l'eau de l'assiette, afin d'appliquer la feuille d'or sur la surface.

L'assiette s'applique après le jaune d'encollage (jaune qui se trouve dans les fonds), celle-ci crée une « assise » pour la feuille d'or.
Elle s'applique seulement sur les parties saillantes de la surface, on dit alors que l'on « couche » l'assiette. Elle se passe toujours de la même manière, de gauche à droite, avec un pinceau plat, à poils doux et peut se passer en trois ou quatre couches.
Cette étape permet une onctuosité sous la feuille et c'est aussi grâce à l'assiette que l'on pourra brunir, avec une pierre d'agate, la feuille d'or après le séchage de cette dernière.
Il existe différentes couleurs d'assiettes :
- l'assiette rouge est la plus courante en France. Elle donne un côté chaud à l'or ;
- l'assiette jaune est la plus utilisée en Italie. Elle peut aussi être utilisée pour des mélanges avec d'autres couleurs d'assiettes et est utilisée par certains ateliers comme jaune d'encollage pour les fonds ;
- l'assiette noire est utilisée en Angleterre, notamment à Buckingham Palace. Elle peut être appliquée sous la feuille d'argent, ce qui donne un côté très métallique et froid à la feuille d'argent ;
- l'assiette bleue existe aussi, tout comme l'assiette verte. Ces assiettes sont utilisées plutôt pour des réalisations contemporaines ;
- l'assiette violette, appelée ainsi mais se rapprochant plutôt de la couleur marron, est un mélange d'assiette rouge, noire et de pigment bleu. On trouve des traces de cette assiette sous certaines réalisations datant du règne de Louis XVI, notamment dans la Chambre du roi Louis XVI (anciennement chambre de Louis XV), au château de Versailles.

## Préparation
Les préparations sont différentes dans chaque atelier de dorure. Mais la plupart du temps, avec de l'assiette industrielle, elle est préparée comme suit.
Avec de la colle de peau de lapin :
- dans un pot, mettre de l'assiette puis ajouter la colle de peau de lapin ;
- remuer et ajouter jusqu'à ce qu'à l'obtention d'une matière crémeuse mais légèrement liquide à la fois.

Avec de la gélatine alimentaire :
- dans un récipient, mettre 400 ml d'eau chaude, diluer 4 feuilles et demi de gélatine alimentaire ;
- dans un autre pot, mettre de l'assiette puis ajouter un peu du mélange de gélatine et d'eau ;
- remuer et ajouter jusqu'à l'obtention d'une matière crémeuse mais légèrement liquide à la fois.

L'assiette se passe tiède sur la surface. Il faut bien attendre que chaque couche soit sèche avant de passer la suivante (passage d'environ trois à quatre couches).